# Franc Šuštar
Franc Šuštar (Ljubljana, Eslovênia, 27 de abril de 1959) é bispo auxiliar em Ljubljana.
Franc Šuštar recebeu o sacramento da ordenação para a Arquidiocese de Ljubljana em 29 de junho de 1985. O Papa João Paulo II concedeu-lhe o título de Capelão Honorário de Sua Santidade em 1995. De 1991 a 1997 foi reitor do seminário de Ljubljana. Šuštar ocupou este cargo novamente de 2007 até sua nomeação como bispo em fevereiro de 2015.
Em 7 de fevereiro de 2015, o Papa Francisco nomeou-o bispo titular de Ressiana e nomeou-o bispo auxiliar em Ljubljana. Foi ordenado bispo em 15 de março do mesmo ano por Stane Zore, Arcebispo de Ljubljana. Os co-consagradores foram Juliusz Janusz, Núncio Apostólico na Eslovênia, e Andrej Glavan, Bispo de Novo mesto.